# Christoph Alex
Christoph Alex ist das dritte Soloalbum des deutschen Rappers Favorite. Es erschien am 6. Mai 2011 über die Düsseldorfer Plattenfirma Selfmade Records. Christoph Alex stieg auf Platz 4 der deutschen Albumcharts sowie auf Rang 34 in Österreich und Position 72 in der Schweiz ein.

## Titelliste

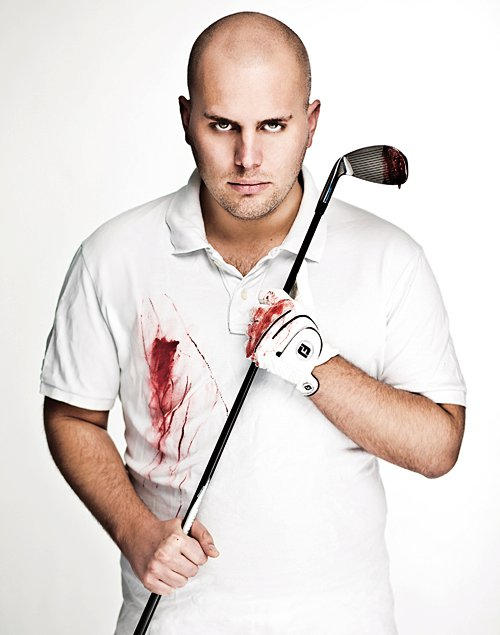
Favorite (2011)

| CD 1 | Titel                                                         | Produzent            | Länge |
| ---- | ------------------------------------------------------------- | -------------------- | ----- |
| 1.   | Nirvana                                                       | Jimmy Ledrac         | 3:22  |
| 2.   | F.A.V. 2011                                                   | Rizbo                | 3:19  |
| 3.   | Pyramide (feat. Kollegah)                                     | Rizbo                | 4:39  |
| 4.   | All Around                                                    | Rizbo                | 3:33  |
| 5.   | Hard zum Core                                                 | Vizir                | 4:21  |
| 6.   | Run Johnny Run (feat. Bass Sultan Hengzt & King Orgasmus One) | Rizbo                | 3:52  |
| 7.   | Obama                                                         | Krizz Dallas         | 2:42  |
| 8.   | Drunken Freestyle                                             | Vizir                | 2:31  |
| 9.   | Alle scheiße                                                  | Jerrycanists & Rizbo | 3:05  |
| 10.  | Kalt                                                          | Vizir                | 4:00  |
| 11.  | Gottlos                                                       | Rizbo                | 3:21  |
| 12.  | Fav is evil                                                   | Rizbo                | 3:28  |
| 13.  | ’Ne Pille (feat. 257ers)                                      | Johnny Illstrument   | 3:30  |
| 14.  | Whaayy!                                                       | Rooq                 | 2:54  |
| 15.  | Blind (feat. Sahin)                                           | Jerrycanists         | 3:24  |
| 16.  | Letzter Tag                                                   | Abaz                 | 2:07  |

| CD 2 | Titel                                                | Produzent                     | Länge |
| ---- | ---------------------------------------------------- | ----------------------------- | ----- |
| 1.   | Mach was ich will                                    | Vizir                         | 2:03  |
| 2.   | Guess Who's Back                                     | Rizbo                         | 3:13  |
| 3.   | Gangsta                                              | Rizbo                         | 2:50  |
| 4.   | Favorite vs. Carolin Kebekus                         | Zwieback                      | 2:15  |
| 5.   | Spacecash (feat. Jason) (Amazon Edition Bonus Track) | Jerrycanists                  | 3:34  |
| 6.   | In Town (Amazon Edition Bonus Track)                 | Vizir                         | 2:46  |
| 7.   | Hier bin ich jetzt (Amazon Edition Bonus Track)      | Rizbo                         | 3:43  |
| 8.   | Eh am Ende (Amazon Edition Bonus Track)              | Howie Like It & Spintec Beats | 3:52  |

## Produktion
Christoph Alex wurde zu einem Großteil von dem ebenfalls bei Selfmade Records unter Vertrag stehenden Hip-Hop-Musiker Rizbo produziert. Er war für die Musik der Stücke F.A.V. 2011, Pyramide, All around, Run Johnny Run, Gottlos und Fav is evil sowie Guess who’s back und Gangsta der zweiten CD verantwortlich. Zudem produzierte Rizbo Hier bin ich jetzt der Amazon-Edition. Vizir Beats ist ebenfalls mit mehreren Produktionen beteiligt. Er steuerte die Beats zu Hard zum Core, Drunken Freestyle, Kalt, Mach was ich will und In Town bei. Jimmy Ledrac zeichnet verantwortlich für Nirvana, Krizz Dallas für Obama, Jerrycanists für Alle Scheisse, Blind und Spacecash, Johnny Illstrument für ’Ne Pille, Rooq für Whhaaayy! und Abaz für Letzter Tag. Für die zweite CD fanden zudem Produktionen von Spintec/Howie like it (Eh am Ende) sowie Zwieback (Favorite vs. Carolin Kebekus) Verwendung.

## Vermarktung

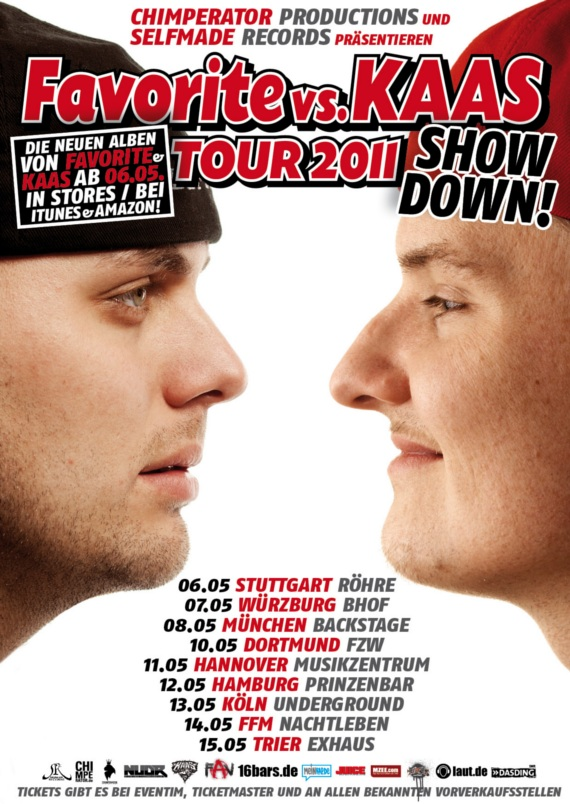
Tourneeplakat der „Favorite vs. Kaas Tour“

### Kostenlose Lieder
Am 22. Februar 2011 veröffentlichte Favorite kostenlos den Titel Obama. In diesem greift er den Geschäftsführer von Selfmade Records Slick One an. Dieser kümmere sich fast ausschließlich um die Vermarktung des Rappers Kollegah und behandele Favorite schlecht. Seine Vertragsunterzeichnung bei dem Label führt Favorite auf jugendliche Naivität zurück. Im Refrain erklärt der Rapper, dass Slick One nicht sein Freund sei, sondern ein Heuchler wie Barack Obama. Zudem imitiert er in einer Strophe die Stimmlage seines Vorgesetzten. Das Lied führte zur Vermutung, dass sich nach den Rappern Shiml und Casper auch Favorite von Selfmade Records getrennt haben könnte. Dies wurde jedoch durch die Ankündigung des Albums und die Bewerbung des Titels auf der Homepage der Plattenfirma entkräftigt. Auf das Lied angesprochen, erklärte Favorite, er sei „eigentlich ganz zufrieden“ mit seiner Plattenfirma. In der Vergangenheit habe es auch kritische Situationen mit Slick One gegeben, was Favorite auf die unterschiedlichen Charaktere zurückführt. Im Bezug auf seine Arbeitssituation sei Harmonie wichtig, wohingegen das „Maschinelle“ bei ihm nicht funktioniere.
Einen weiteren Einblick in das Album wurde durch die Veröffentlichung eines Snippets gegeben. Am 22. April wurde der Zusammenschnitt aus Teilen der Lieder des Albums ins Internet gestellt.

### Videos
Mitte März erschien mit Kalt die erste Video-Umsetzung eines Album-Titels. Diese wurde von der Videoproduktionsfirma KMXmedia entwickelt. Am 15. April 2011 folgte ein sogenanntes „Split-Video“ zu den Stücken Nirvana und F.A.V. 2011. Alle Scheiße wurde als drittes Video umgesetzt. Kurz vor der Album-Veröffentlichung folgte ein Video zu ’Ne Pille. Auch für den Bonus-Titel In Town wurde ein Clip gedreht.

### Tournee
Am Tag der Veröffentlichung des Albums begann Favorite eine Konzert-Tournee. Diese absolviert er gemeinsam mit dem Rapper Kaas, dessen Soloalbum Liebe, Sex und Twilight Zone ebenfalls am 6. Mai 2011 erschien. Die Tournee startete unter dem Titel Favorite vs. KAAS Tour 2011 mit einem Konzert in Stuttgart und endet nach neun Terminen mit einem Auftritt in Trier am 15. Mai 2011.

## Illustration

Logo der RAF

Auf dem Cover des Albums ist Favorite zu sehen. Er hält ein Schild mit der Aufschrift Seit 25 Jahren Gefangener von: Christoph Alex hoch. Das Bild spielt auf die Fotos des ehemaligen westdeutschen Arbeitgeberpräsidenten Hanns Martin Schleyer an, die im Zuge seiner Entführung durch Mitglieder der Rote Armee Fraktion entstanden waren. Im Hintergrund des Covers ist auch der Rote Stern mit einer im Zentrum stehenden Heckler & Koch MP5 zu sehen, der als Logo der RAF diente. Die Buchstaben „RAF“ sind auf dem Album-Cover durch „FAV“ ersetzt.
Favorite erklärte in einem Interview, dass die Cover-Gestaltung keine politische Aussage haben solle und es keinen direkten Zusammenhang mit der RAF gebe. Die Idee hinter dem Bild sei, dass Favorite in Christoph Alex stecke und ausbrechen wolle. Der Bezug zur RAF sei ausschließlich eine „provokante Anspielung.“

## Rezeption

### Erfolg
Favorite konnte mit Christoph Alex Platz 4 der deutschen Albumcharts erreichen. Damit war es der bis dato größte Erfolg des Rappers. Es wurden mindestens 20.000 Einheiten verkauft. In den österreichischen Charts stieg das Album auf Position 34 ein. Auch in der Schweiz konnte es sich mit Rang 72 in den Albumcharts positionieren. Nach einer Woche in den Verkaufscharts von Österreich und der Schweiz stieg das Album wieder aus. Christoph Alex verkaufte sich mehr als 20.000 Mal.

### Kritik
In einer von Dani Fromm für die E-Zine Laut.de verfassten Bewertung, erhielt Christoph Alex drei von möglichen fünf Punkten. Dabei wird Favorites Vortragsweise als flüssig gelobt. Sein häufig eingesetzter Gesang habe sich „deutlich gesteigert.“ Negative Kritik äußert Fromm über die musikalische Untermalung von Rizbo. Dieser gehöre aus Sicht der Redakteurin nicht zur „ersten Liga der Beatschmiede dieses Landes.“ Auch die Produktionen der anderen beteiligten Musiker seien nicht abwechslungsreich. Die Gastrapper hinterlassen bei Fromm ebenfalls keinen bleibenden Eindruck. Ausnahmen bilden Sahin, der „ekelhaft schmachtend“ einen negativen Beitrag leistet, sowie „ein herrlich spinnerter“ King Orgasmus One und Carolin Kebekus. Lob findet Fromm für den Humor in Favorites Texten. Inhaltlich biete das Album jedoch wenig und der Rapper bleibe mit seinem dritten Album hinter seinen Möglichkeiten zurück.
Die Internetseite Rap.de bewertete Christoph Alex in einer Kritik positiv. Sofern der Hörer den Humor von Favorite teile, habe das Album einen hohen „Unterhaltungs-Faktor“. Auch seine Vortragsweise habe sich seit seinen ersten Veröffentlichungen weiterentwickelt und gestalte sich durch die häufige Verwendung von „Sing-Flows“ abwechslungsreich. Bei der musikalischen Untermalung werden vor allem Vizirs Beiträge gelobt, die einen „anachronistischen Sound“ haben. Auch die geringe Anzahl an Gastmusikern findet lobend Erwähnung. Zusammenfassend handele es sich bei Christoph Alex um ein Album, an dem Anhänger des Musikgenres nicht vorbeikommen.
Das Hip-Hop-Magazin Juice bewertete Christoph Alex mit vier von möglichen sechs „Kronen“. Favorite greife aus Sicht der Redakteurin Sherin Kürten weitgehend „altbewährte Themen“ auf. Positiv hervorgehoben werden Gottlos und Blind, die textlich beeindruckend seien und einen „gereiften Künstler“ zeigen. Des Weiteren sei Christoph Alex, trotz einiger negativ bewerteter Beats, das musikalischste Album des Rappers. Favorite versuche „komplette Songs“ zu schreiben sowie der Veröffentlichung einen roten Faden zu verleihen. In Frage gestellt wird durch Kürten die Notwendigkeit und Sinnhaftigkeit, eine derartige Anzahl an Stücken für das Album zu verwenden. Damit wird eine Kritik an Amazon und iTunes verbunden, durch die die „Mehr-ist-mehr“-Philosophie forciert werde. Zusammenfassend habe Favorite anhand einer erfolgreichen Chartplatzierung und der Präsentation neuer „Seiten seiner Künstler-Persona“ gezeigt, dass er einiges richtig gemacht habe.